# Носулина
Носулина — упразднённая в 1973 году деревня на территории Емуртлинского сельского поселения в Упоровском районе Тюменской области.

## География
Располагалась на левом берегу ручья Камышевка недалеко от впадения её в речку Кизак на расстояние 8 км от села Емуртла и 2 км севернее села Масали. Состояла из одной улицы.

## История
Впервые упоминается в метрической книге Христорождественской церкви Емуртлинской слободы 4 февраля 1758 года. 
Венчан деревни Верхкизакской крестьянин Амросий Матвеев сын Попков первым браком, того же прихода деревни Носулиной умершего крестьянина Федора Голякова с дочерью девицей Марфой»
С 1758 года относилась к Емуртлинской слободе, с 1795 года — в составе Емуртлинской волости, с 1812 — Кизакской волости, с 1850 — Емуртлинской волости.
- Деревня Носулина относилась к Христорождественской церкви села Емуртлинского[1].
- В 1919 году образован Носулинский сельсовет, в начале 1924 года упразднен и вошел в состав Слободчиковского сельсовета, с 1934 года — в составе Масальского, с 1954 — Слободчиковского, с 1961 — в составе Емуртлинского сельсовета[3].
- В 1929 в деревне образован колхоз «Путь к будущему», в 1947 году в результате объединения с колхозом «Память Пушкина» был создан колхоз «Память Мичурина»[1].
- Решением Упоровского РИК от 28.11.1973 года деревня Носулина упразднена[1].

## Население
| 1782 | 1816 | 1834 | 1858 | 1897 | 1926 |
| 115  | 237  | 317  | 377  | 220  | 253  |

## Известные люди
- Архипов, Веденей Иванович — родился в деревне Носулиной Слободчиковского сельсовета Емуртлинского района. Советский агроном, организатор сельскохозяйственного производства. Заслуженный агроном РСФСР, Герой Социалистического Труда